# Raymond Van Doren
Raymond Van Doren (Ukkel, 1906 - aldaar, 1991) was een Belgische kunstschilder, grafisch ontwerper en kunstfotograaf.
Van Doren studeerde aan de Koninklijke Academie voor Schone Kunsten in Brussel (1925-1928; bij H. Van Haelen en A. Bastien) en bij Isidore Opsomer aan het Nationaal Hoger Instituut voor Schone Kunsten in Antwerpen.
Als kunstschilder voornamelijk portrettist en schilder van vrouwelijke naaktfiguren.
Van Doren maakte vooral naam als ontwerper van publicitaire affiches. Hij werkte onder meer voor Texaco, Minerva, Oxo, Cogétama, Tabacs Gosset, de Oktoberfeesten in Wieze, Société Belge Radio-electrique, brouwerij De Gheest (Safir) te Aalst, het Verdedigingscomiteit der Vlasnijverheid. Hij maakte ook affiches betreffende verkeersveiligheid (voorrangsregeling). Nauw daarmee verbonden waren ontwerpen voor publicitaire emailplaten voor onder andere Safirke van De Gheest en voor de melkerij Nosta.
Hij ontwierp gelukwenstelegrammen voor de RTT.
In de Hall A van de Wieze Oktoberhallen schilderde hij een groot fresco met de tekst: Alle mensen worden broeders.
Hij verkende in tekeningen en aquarellen ook de (gelieerde) werelden van de lesbische erotiek, de music-hall en de mode. Hij was ook kunstfotograaf, vooral naaktfotografie.
- Gemeinsame Normdatei: 174201125
- International Standard Name Identifier: 0000 0003 5732 9491
- RKD-Nederlands Instituut voor Kunstgeschiedenis: 100920
- Virtual International Authority File: 194215690
- WorldCat: E39PBJgt4XqHB7PYKtmH9HqRKd